# Tara (Russia)
La Tara (in russo Тара?) è un fiume della Russia siberiana occidentale, affluente di destra dell'Irtyš. Scorre nei rajon Severnyj e Kyštovskij dell'oblast' di Novosibirsk e nei rajon Bol'šerečenskij e Muromcevskij dell'oblast' di Omsk.
Nasce nella regione delle paludi di Vasjugan, nella parte settentrionale della oblast' di Novosibirsk; scorre con direzione prevalentemente est-sudest, attraversando il Vasjugan'e ed entrando successivamente nella più arida steppa di Barabinsk. Presso la cittadina di Muromcevo prende direzione nordoccidentale, confluendo non molti chilometri dopo nell'Irtyš (a 1 470 km dalla foce) presso il villaggio di Ust'-Tara. Tocca molti villaggi lungo il suo corso: il centro urbano più importante è Kyštovka. I suoi maggiori affluenti sono la Čëka e il Majzas.
Il fiume è congelato in superficie, all'incirca, dai primi di novembre a fine aprile - primi di maggio, mentre nei mesi di maggio e giugno si ha la piena annuale; il fiume è normalmente navigabile per circa 350 km a monte della foce.